# Hostrupskov
Hostrupskov is een plaats in de Deense regio Zuid-Denemarken, gemeente Aabenraa, met 371 inwoners (2007).